# Румницкий, Иван Михайлович
Иван Михайлович Румницкий (?—1839) — русский врач.
Родился в конце 1770-х гг. Происходил из дворян.
Около 1799 года он получил звание лекаря. В течение 40 лет служил при Императорском воспитательном доме и приобрёл исключительную опытность в лечении детских болезней. Поэтому, он пользовался широкой известностью и имел большую практику. Особенно благожелательно относился он к молодым врачам, начинавшим практическую деятельность под его руководством.
Также в период 1813—1824 годов он был врачом в Мариинском институте.
Печатных трудов не оставил, хотя следил за новейшими открытиями и наблюдениями в медицине.
Умер в звании штаб-лекаря и в чине статского советника в Санкт-Петербурге 21 марта (2 апреля) 1839 года.